# Nördlingen
Nördlingen is een gemeente in de Duitse deelstaat Beieren, gelegen in de Landkreis Donau-Ries. De stad telt 20.674 inwoners.
Nördlingen heeft een vrij intacte middeleeuwse stadskern die door een ellipsvormige, volledig bewaard gebleven stadsmuur met poorten omgeven wordt. Het is de enige volledig bewaarde stadsmuur in Duitsland. Nördlingen ligt aan de Romantische Straße.

## Geografie
Nördlingen heeft een oppervlakte van 68,1 km² en ligt in het zuiden van Duitsland. De stad ligt in het Nördlinger Ries, een vrij vlak gebied van 22 tot 24 kilometer in doorsnede, met rondom een heuvelrij. Het Ries is een inslagkrater, het resultaat van een meteorietinslag van 15 miljoen jaar geleden. De stad is gebouwd van stenen die miljoenen diamanten bevatten. Deze werden bij de meteorietinslag gevormd. De kracht van de inslag was zo groot dat het lokale grafiet werd omgevormd tot diamanten. Volgens geologen bevat het inslaggebied rond de stad minstens 72.000 ton diamanten. Helaas hebben ze allemaal een diameter van maximaal 0,2 millimeter, dus de commerciële en praktische waarde is nihil.

## Historie
- zie Rijksstad Nördlingen
- zie Slag bij Nördlingen

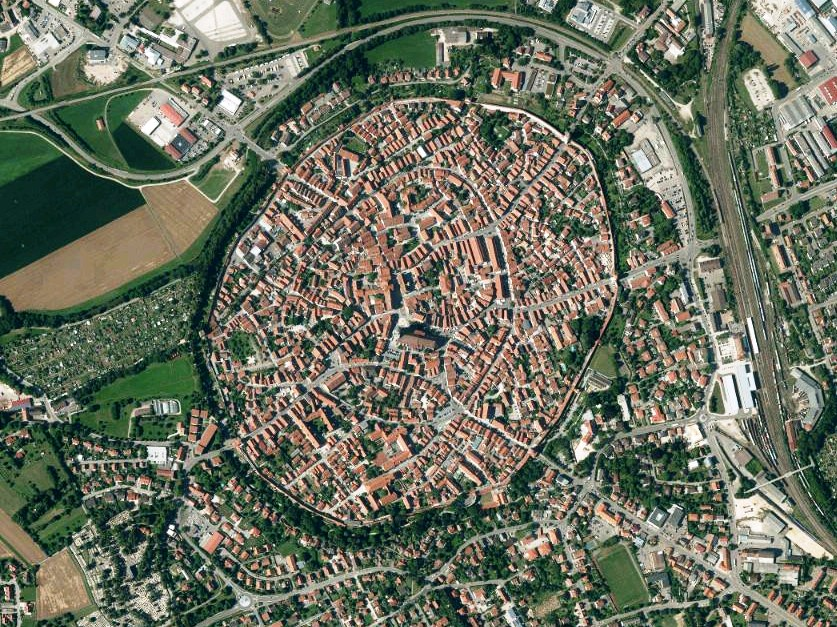
Luchtfoto van Nördlingen
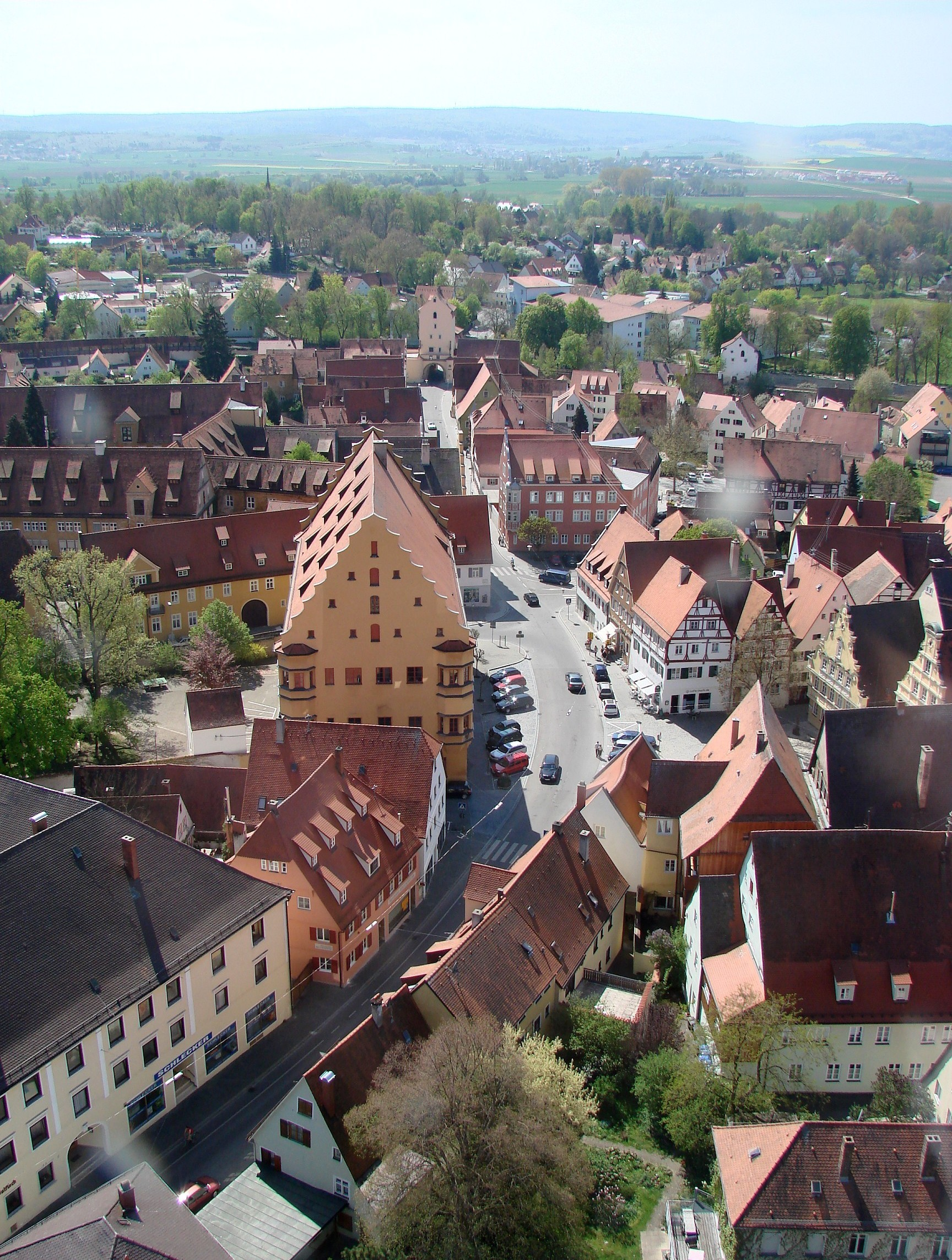
Binnenstad
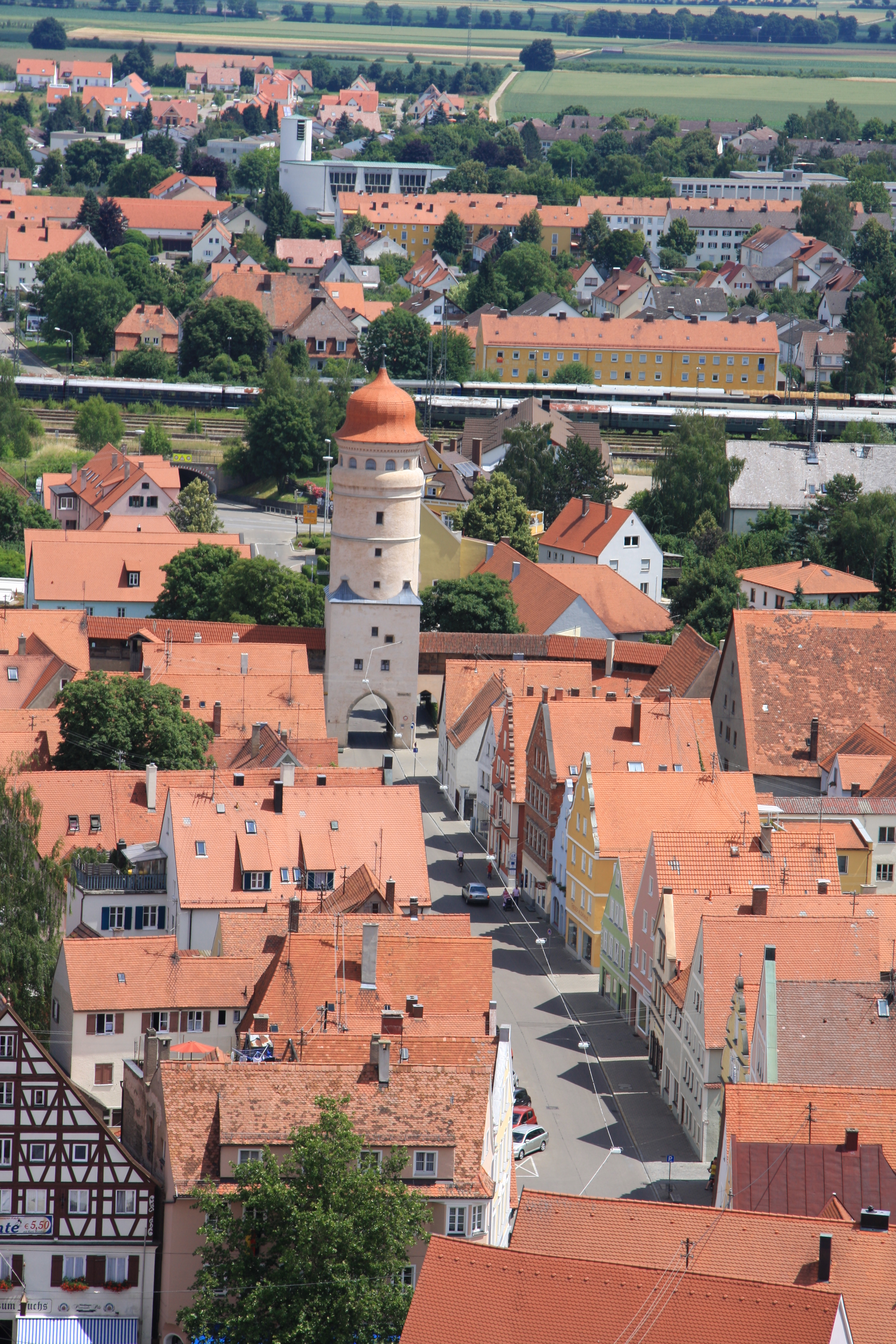
Binnenstad
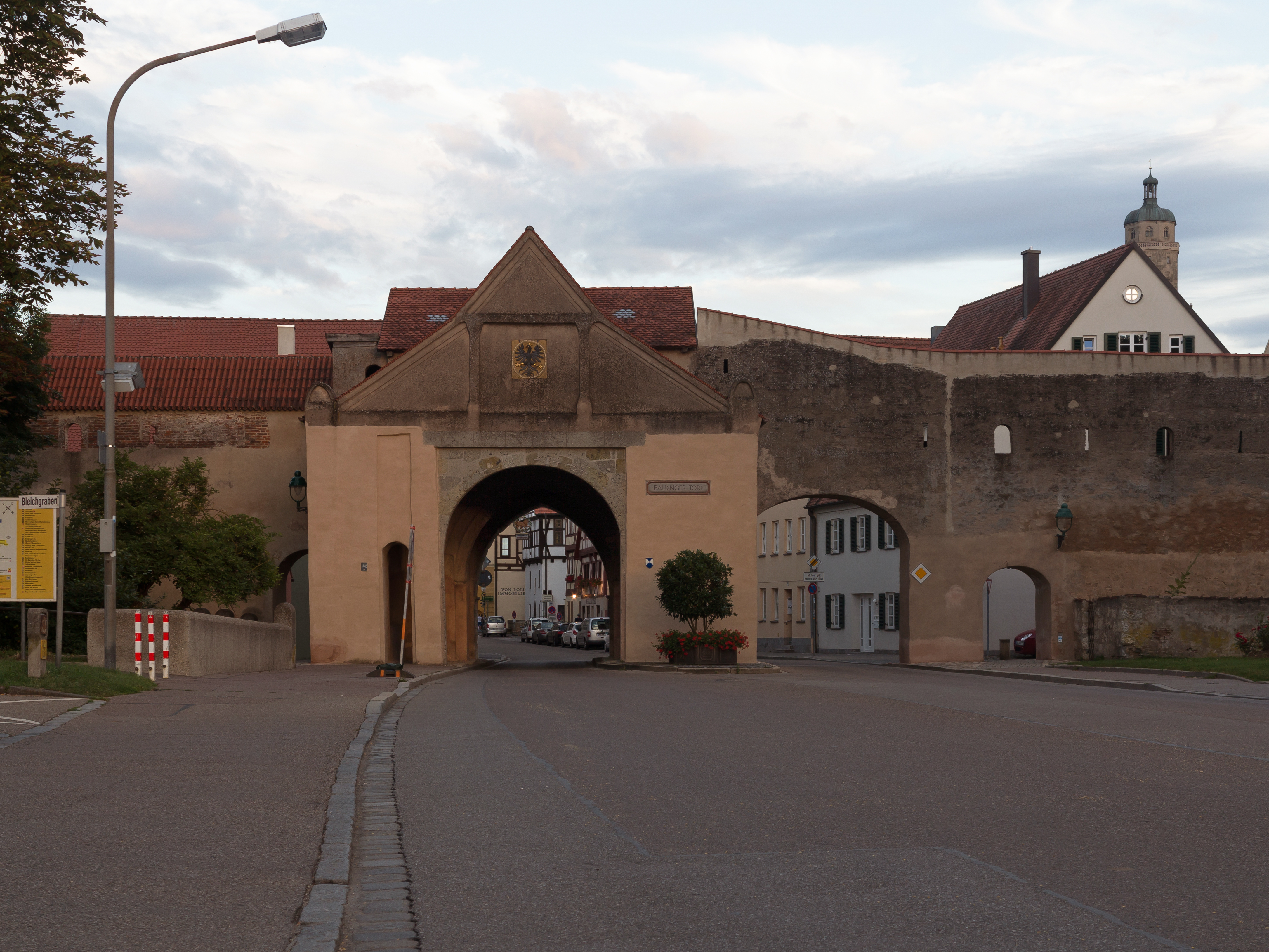
Baldinger Stadspoort
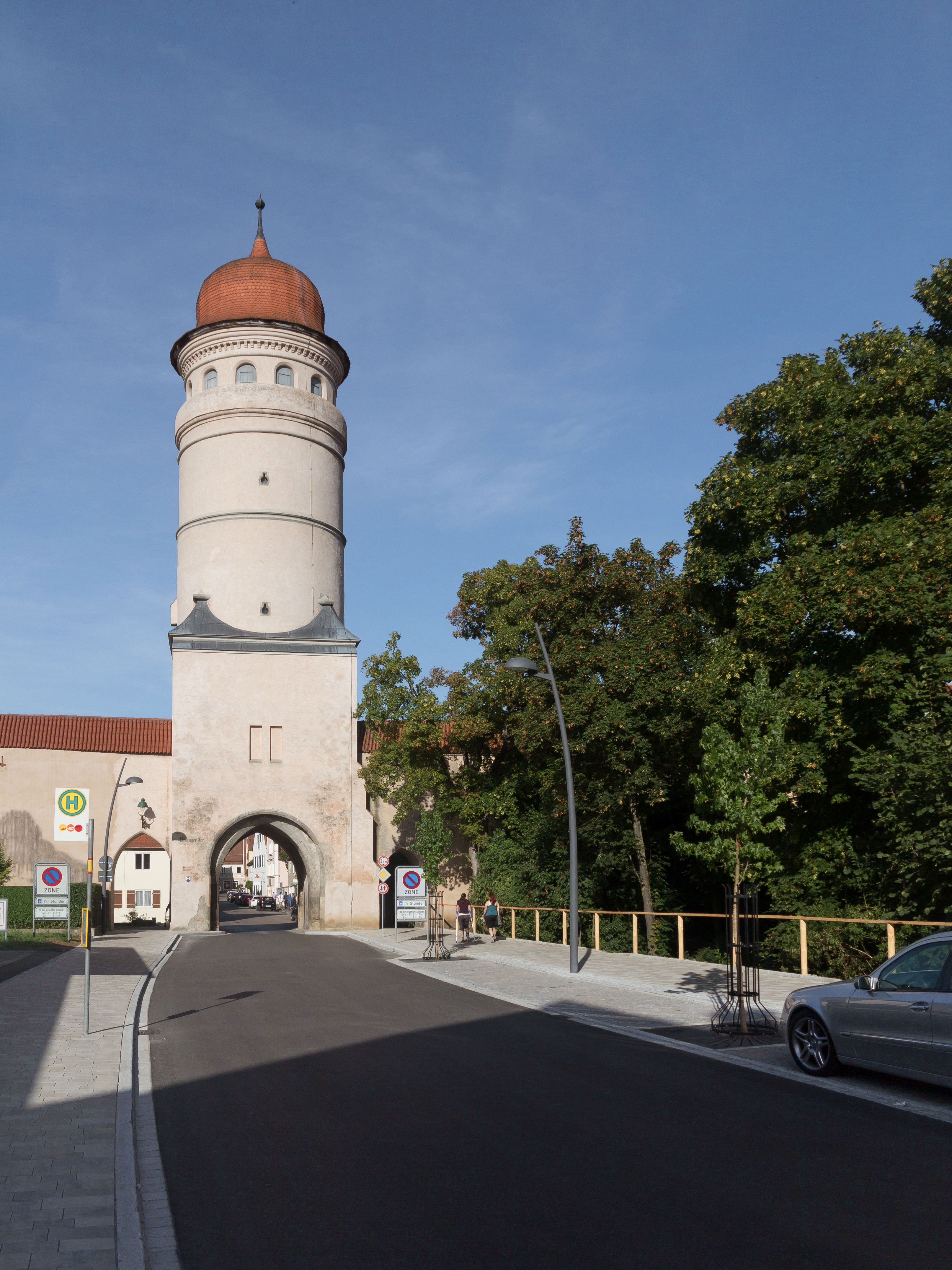
Deininger stadspoort

## Bekende inwoners
De Duitse profvoetballer Gerd Müller ('Der Bomber') is in 1945 in Nördlingen geboren.

## Popcultuur
De eindscène van de film Willy Wonka & the Chocolate Factory (1971) werd gefilmd boven Nördlingen.
De stad Shiganshina in de populaire Manga Attack on Titan zou volgens Mangaka Hajime Isayama gebaseerd zijn op Nördlingen.

## Partnersteden
- Olomouc (Tsjechië)
- Riom (Frankrijk)
- Wagga Wagga (Australië)
- Markham (Canada)

Alerheim ·
Amerdingen ·
Asbach-Bäumenheim ·
Auhausen ·
Buchdorf ·
Daiting ·
Deiningen ·
Donauwörth ·
Ederheim ·
Ehingen am Ries ·
Forheim ·
Fremdingen ·
Fünfstetten ·
Genderkingen ·
Hainsfarth ·
Harburg ·
Hohenaltheim ·
Holzheim ·
Huisheim ·
Kaisheim ·
Maihingen ·
Marktoffingen ·
Marxheim ·
Megesheim ·
Mertingen ·
Mönchsdeggingen ·
Monheim ·
Möttingen ·
Munningen ·
Münster ·
Niederschönenfeld ·
Nördlingen ·
Oberndorf am Lech ·
Oettingen in Bayern ·
Otting ·
Rain ·
Reimlingen ·
Rögling ·
Tagmersheim ·
Tapfheim ·
Wallerstein ·
Wechingen ·
Wemding ·
Wolferstadt